# Tirreno-Adriático 1985
La XX edición del Tirreno-Adriático se disputó entre el 6 y el 13 de marzo de 1985 con un recorrido de 1.010 kilómetros con salida en Santa Marinella y llegada a San Benedetto del Tronto. El ganador de la carrera fue el holandés Joop Zoetemelk del Kwantum.

## Etapas
| Etapa   | Fecha       | Recorrido                               | km    | Ganador              | Líder                |
| ------- | ----------- | --------------------------------------- | ----- | -------------------- | -------------------- |
| Prólogo | 7 de marzo  | Santa Marinella - Santa Marinella (CRI) | 6,97  | Roberto Calovi       | Roberto Calovi       |
| 1ª      | 8 de marzo  | Santa Severa - Arpino                   | 228,5 | Moreno Argentin      | Roberto Visentini    |
| 2ª      | 9 de marzo  | Fontana Liri - Subiaco                  | 194,5 | Adri van Houwelingen | Roberto Visentini    |
| 3ª      | 10 de marzo | L'Aquila - Amandola                     | 180,0 | José Luis Navarro    | Roberto Visentini    |
| 4ª      | 11 de marzo | Urbisaglia - Porto Recanati             | 192,0 | Acacio da Silva Mora | Acacio da Silva Mora |
| 5ª      | 12 de marzo | S.B del Tronto - S.B del Tronto (CRI)   | 12,4  | Joop Zoetemelk       | Joop Zoetemelk       |
| 6ª      | 13 de marzo | S.B del Tronto - S.B del Tronto         | 196,0 | Eric Vanderaerden    | Joop Zoetemelk       |

## Clasificaciones finales

### General
| Posición | Ciclista                 | Equipo                 | Tiempo      |
| -------- | ------------------------ | ---------------------- | ----------- |
| 1        | Joop Zoetemelk           | Kwantum                | 28h 21' 08" |
| 2        | Acacio da Silva Mora     | Malvor-Bottecchia      | + 57"       |
| 3        | Stefan Mutter            | Carrera                | + 1' 20"    |
| 4        | Gianbattista Baronchelli | Supermercati Brianzoli | + 1' 26"    |
| 5        | José Luis Navarro        | Zor                    | + 1' 28"    |
| 6        | Iñaki Gastón             | Reynolds               | + 1' 33"    |
| 7        | Silvano Contini          | Ariostea               | + 1' 37"    |
| 8        | Johan Lammerts           | Panasonic              | + 1' 43"    |
| 9        | Niki Ruttimann           | La Vie Claire          | + 1' 46"    |
| 10       | Theo de Rooy             | Panasonic              | + 1' 53"    |